# Чорний загін Флоріана Гаєра

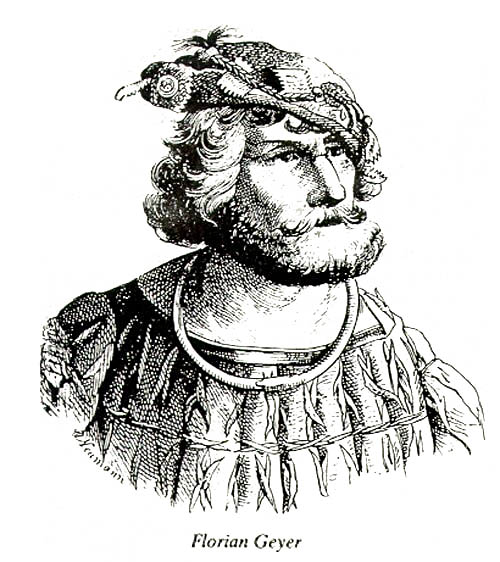
Флоріан Гаєр, лідер Чорного загону

Чорний загін або Чорні війська (Schwarze Haufen) був підрозділом франконських фермерів і лицарів, які воювали на боці селян під час Селянського повстання в 1520-х роках, під час протестантської Реформації в Німеччині.

## Ім'я
Оригінальна німецька назва цього загону була Schwarzer Haufen. Термін Schwarz (чорний) вказував на ідеологічну віддаленість цього утворення від великої на той час селянської армії, яка називала себе Heller Haufen (світлий загін). Haufen в той час було доволі поширеною назвою, яку селяни давали своїм озброєним ротам, вона буквально означала «купа» і використовувалась для позначення нещільно організованого озброєного натовпу.

## Структура
Чорна рота була сформована в 1525 році в місті Ротенбург. До складу загону входили близько 600 озброєних селян і невеликий загін лицарів-найманців. Деякі з лицарів, ймовірно, були його васалами.
Лідером загону був дворянин Флоріан Гаєр, який навчав селян техніці й тактиці бою, та прагнув перетворити ополченців на професійних воїнів.
І після місяців підготовки, Гаєру все ж вдалося реформувати Чорний загін в щось на кшталт роти справжніх солдатів, а не просто озброєного натовпу. .

## Історія
Після того, як Чорний загін захопив територію навколо Ротенбурга, він рушив до Швабії, щоб знищити укріплені монастирі і замки, та запобігти тому, щоб вони стали опорними пунктами Швабської ліги. Армія Гаєра поводилася доволі достойно і ті, хто не чинив опору цим військам, під час бойових дій, залишилися неушкодженими. Але тим часом у Швайнсберзі, інше селянське утворення, очолюване лідером селян Джекленом Рорбахом, поводилося не так гуманно, як Чорна рота та стратило близько 50 місцевих лицарів за те, що ті відкрили вогонь по двох учасниках переговорів. Гаєр засудив таке звірство і повів свої війська до Франконії, проте бійня, яку влаштував Рорбах, стала приводом для дій у відповідь з боку Швабського союзу: Трухзес (союзний старшина) Георг фон Вартбург почав переслідувати всіх селян не лише з загонів Рорбаха, під гарячу руку потрапив й Чорний загін, який теж почали нещадно винищувати. Пізніше був спійманий сам Рорбах, якого спалили живцем 1525 року.
У битві під Інгольштадтом у травні 1525 року Чорна рота опинилася одна проти сил Швабської ліги після того, як її союзники були знищені. Війська Гаєра попри нерівність сил, все ж пробилися до міста й зайняли руїни замку, який був спалений самими членами роти кілька місяців до того. Союзні сили Швабської ліги взяли замок в оточення і через деякий час почали атаку. Стіни змогли витримати два штурми, проте з третьої спроби швабська армія за допомогою артилерії пробила їх і увірвалася в Інгольштадт, після чого вбила всіх захисників замку.
Гаєр на той час не був у місті, він планував зустріти і привести підкріплення з Ротенбурґа, однак прибув до своїх основних сил вже надто пізно. Після поразки в Інгольштадті, загін фактично припинив існування. Геєр, проте вижив і поїхав на північ, але там він потрапив у засідку, та був пограбований і вбитий двома слугами свого швагра Вільгельма фон Грумбаха в ніч з 9 на 10 червня в лісі біля Рімпару.

## Спадщина
Попри спроби швабських правителів звести всю славу загону Гаєра нанівець і очорнити його ім'я, звинувачуючи солдатів у злочинах, які вони начебто вчиняли, Чорний загін разом з його лідером все одно закарбувався в пам'яті німців як військо, що боролося за права та достойне життя селянства.
«Чорна рота» донині зберігає велику популярність, її дії були увічнені в пісні " Wir sind des Geyers schwarzer Haufen ", композиції часів Першої світової війни Фріца Сотке на слова Генріха фон Редера. У пісні є яскраво виражені революційні настрої та анти дворянська тематика, і навіть зараз вона залишається популярною в сучасній Німеччині, де гурти пропонують різні виконання та переосмислення тексту.

## Читайте також
- Селянське повстання, Англія, 1381 рік
- Список селянських повстань
- Флоріан Гаєр